# Malé Vozokany
Malé Vozokany es un municipio del distrito de Zlaté Moravce en la región de Nitra, Eslovaquia, con una población estimada a final del año 2024 de 359 habitantes.
Se encuentra ubicado al noreste de la región, a unos 120 km al este de Bratislava, cerca de la frontera con las regiones de Banská Bystrica y Trenčín.

## Demografía
| Año        | 1994 | 2004    | 2014     | 2024     |
| ---------- | ---- | ------- | -------- | -------- |
| Población  | 308  | 325     | 272      | 359      |
| Diferencia |      | +5,51 % | −16,30 % | +31,98 % |

| Año        | 2023 | 2024 |
| ---------- | ---- | ---- |
| Población  | 359  | 359  |
| Diferencia |      | +0 % |